# Parnassiini
Los parnasinos (Parnassiini) son una tribu de lepidópteros ditrisios de la familia Papilionidae que contiene los siguientes géneros:

## Géneros
- Archon
- Hypermnestra
- Parnassius